# 塔爾克烏鄉

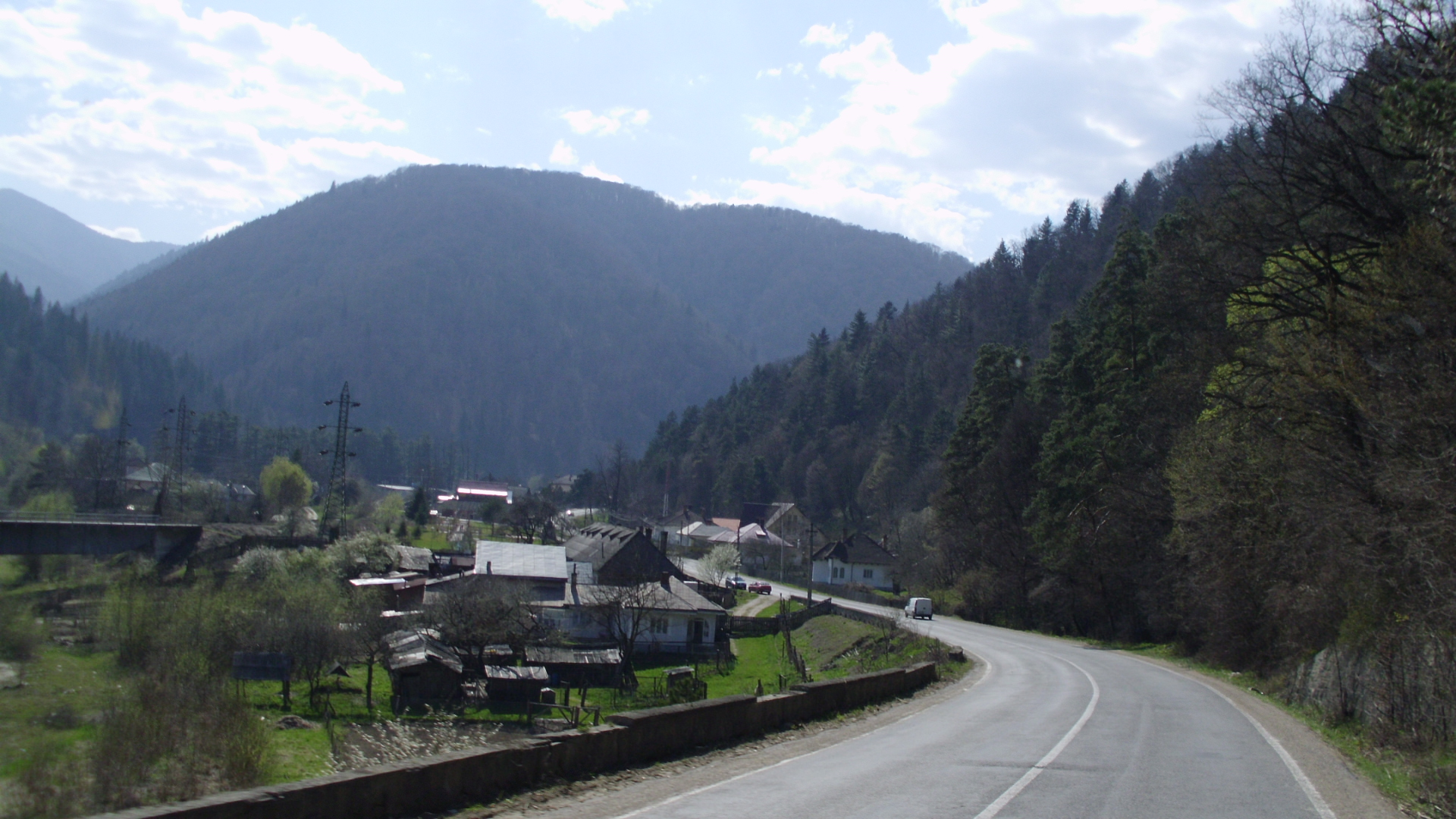

46°52′N 26°08′E / 46.867°N 26.133°E
塔爾克烏鄉（羅馬尼亞語：Comuna Tarcău, Neamț），是羅馬尼亞的鄉份，位於該國東北部，由尼亞姆茨縣負責管轄，面積401平方公里，海拔高度392米，2007年人口3,516，人口密度每平方公里9人。